# 7787 Annalaura
7787 Annalaura è un asteroide della fascia principale. Scoperto nel 1994, presenta un'orbita caratterizzata da un semiasse maggiore pari a 2,4383148 UA e da un'eccentricità di 0,1153115, inclinata di 4,25052° rispetto all'eclittica.